# Сообщество бренда
Сообщество бренда (клиентское сообщество) — это термин маркетинга, обозначающий объединение людей по признаку привязанности к тому или иному продукту или марке. Среди концепций, разработанных для объяснения поведения потребителей, концепция сообщества бренда сосредоточена на связях между потребителями. Сообщество бренда может быть определено как характерная и прочная для группы субъектов система ценностей, норм, ритуалов и традиций, связанная с потреблением товаров определённой марки. Частным случаем клиентского сообщества является интернет-сообщество бренда.
Термин «сообщество бренда» впервые был употреблен Альбертом Мунисом мл. (англ. Albert Muniz Jr.) и Томасом С. О’Гинном (англ. Thomas C. O'Guinn) в 1995 году на ежегодной конференции Association for Consumer Research в Миннеаполис, штат Миннесота. В 2001 году в статье под названием «Brand Community», опубликованной в журнале Consumer Research (SSCI) они определили сообщество бренда как «специализированное, географически не связанное сообщество на основе структурированного набора социальных отношений среди поклонников марки». Эта статья недавно была признана Thomson Scientific & Healthcare одной из наиболее цитируемых работ в области «Экономика и бизнес».
Примеры брендов с активным сообществом:
- Apple (Macintosh, IPod, iPhone)
- мотоциклы Harley-Davidson
- фототехника Canon
- игрушки Барби и Лего.